# Савицькі
Савицькі (пол. Sawiccy) — шляхетські роди гербів Любич, Новина, Холева, Сліповрон тощо, які походили із села Савиці на Підляшші неподалік Дорогичина. На початку XXI ст. в Польщі мешкало понад 33 тис. Савицьких і це прізвище займає 64 місце серед 1000 найбільш популярних. В Україні в той самий час мешкало майже 20 тис. Савицьких.

## Савицькі герба Сліповрон

Герб Сліповрон

Походять від роду Скорупок герба Сліповрон. У 1455 р. Марцин зі Скорупок купив у Броніша із Савиць герба Любич частину землі в с. Савиці. Саме від Марцина чи його спадкоємців і почався рід рицарів із Савиць герба Сліповрон. Згодом вони почали писатися Савицькими герба Сліповрон. Після поділів Речі Посполитої члени роду доводили своє благородне походження в монархії Габсбургів (Аполлоній Савицький) та Російській імперії (зокрема, по Київській губернії родини з Бачкуриного і Чайківки, Дашева і Радомишля, Дулицького і Білої Церкви, а також з Журавлихи, Кантелини, Києва, Черепина та Янишівки). До цього роду належали:
- Міхал Савицький, віленський земський писар (зг. 1724 р.).

## Відомі Савицькі
- Костянтин Савицький, син Аполлона (6 червень 1844, Таганрог — 13 лютого 1905, Пенза) — російський художник, академік живопису.
- Марія Василівна Савицька (1861, Піски — 1915, Піски) — мати українського поета Павла Григоровича Тичини.
- Світлана Савицька (нар. 8 серпня 1948 у Москві) — льотчик-космонавт СРСР, першою з жінок зробила вихід у відкритий космос, двічі Герой Радянського Союзу.
- Степан Савицький (бл. 1684–1751) — військовий канцелярист (1712), лубенський полковий писар (1714–1739), автор перекладу першої частини твору С. Твардовського «Woyna Domowa» (1681), надрукованого у додатках до Літопису С. Величка.

Про носіїв прізвища див.: Савицька та Савицький.

## Публікації про Савицьких
Книжка Фелікса Савицького «Skąd Nasz Ród» (2000) присвячена одній з гілок роду Савицьких герба Новина, яка тривалий час мешкала в сільці Гута Степанська поблизу містечка Степань. Розглядаючи історію цієї гілки Новина-Савицьких, автор зазначив, що її предок Якуб із синами Адамом, Томашом, Юзефом, Петром і Павлом переселився до Гути Степанської, що належала до маєтків князів Сангушків, з околиць містечка Володарка поблизу Сквири. Детальна історія цих Савицьких викладена з часів Першої світової війни і доведена до кінця XX ст.
Статтю «Sawiccy z Podlasia» (2011) Дмитро Ждан присвятив Савицьким з Лосінки (нині в Гайнівському повіті). Цю родову лінію започаткували товариш національної кавалерії Юзеф Савицький і його дружина Магдалина з Соболевських (шлюб в 1797 р.). Впродовж XIX — початку XX ст. їхні нащадки належали до православного духівництва та мешкали в Гродненській губернії. Стаття охоплює переважно XIX–XX ст. З цієї гілки походив живописець, скульптор і педагог о. Павло Савицький (1882–1956), якому присвячена ще одна стаття того ж автора.
Євген Чернецький в книжці «Нащадки рицарів із Савиць: Савицькі герба Сліповрон у Київській губернії» (2012) виклав дані про початку цього роду, а також описав вісім його гілок, члени яких мешкали наприкінці XVIII — на початку XIX ст. в Київській губернії. Книжка доповнена описом подорожі автора до родового гнізда Савицьких — села Савиці на Підляшші.